# Daniel Züger
Daniel Züger (Galgenen, 15 ottobre 1979) è un ex sciatore alpino svizzero.

## Biografia
Originario di Klosters e attivo in gare FIS dal dicembre del 1995, Züger esordì in Coppa Europa il 1º marzo 1997 a Sankt Moritz in discesa libera (60º) e in Coppa del Mondo l'8 gennaio 2000 a Chamonix nella medesima specialità, senza completare la prova. Sempre in discesa libera in Coppa Europa il 6 febbraio 2002 conquistò a Tarvisio il primo podio (2º) e due giorni dopo l'unica vittoria, nella medesima località. Nel 2003 ottenne in discesa libera il miglior piazzamento in Coppa del Mondo, l'11 gennaio a Bormio (15º), e l'ultimo podio in Coppa Europa, il 6 febbraio a Les Orres (3º). Prese per l'ultima volta il via in Coppa del Mondo il 15 gennaio 2005 a Wengen in discesa libera (36º) e si ritirò al termine di quella stessa stagione 2004-2005; la sua ultima gara fu la discesa libera dei Campionati francesi 2005, disputata il 25 marzo all'Alpe d'Huez e chiusa da Züger all'8º posto. In carriera non prese parte a rassegne olimpiche o iridate.

## Palmarès

### Coppa del Mondo
- Miglior piazzamento in classifica generale: 107º nel 2003

### Coppa Europa
- Miglior piazzamento in classifica generale: 18º nel 2002
- 4 podi:
  - 1 vittoria
  - 2 secondi posti
  - 1 terzo posto

#### Coppa Europa - vittorie
| Data            | Località | Paese  | Specialità |
| --------------- | -------- | ------ | ---------- |
| 8 febbraio 2002 | Tarvisio | Italia | DH         |

Legenda:

DH = discesa libera

### Campionati svizzeri
- 1 medaglia:
  - 1 argento (supergigante nel 2003)